# ペコス (AO-6)
|          |                              |
| 艦歴     |                              |
| 発注     |                              |
| 起工     | 1920年6月2日                 |
| 進水     | 1921年4月23日                |
| 就役     | 1921年8月25日                |
| 退役     |                              |
| その後   | 1942年3月1日に戦没           |
| 性能諸元 |                              |
| 排水量   | 軽荷：5,723 t 満載：14,800 t |
| 全長     | 475.7 ft                     |
| 全幅     | 56.3 ft                      |
| 吃水     | 26.8 ft                      |
| 機関     | 3連成蒸気機関2基             |
| 最大速   | 14ノット                     |
| 乗員     | 士官、兵員317名              |
| 兵装     | 38口径5インチ砲1基、機銃4基  |

ペコス (USS Pecos, AO–6) はアメリカ海軍の給油艦。

## 艦歴
ペコスは1920年6月2日に第18燃料船 (Fuel Ship No. 18) としてボストン海軍工廠にて起工。直後の7月17日に AO-6 （艦隊給油艦）として分類された。1921年4月23日にアンナ・S・ハバード夫人の手によって進水し、同年8月25日に就役した。ペコスは第二次世界大戦が勃発するまでの約20年間、太平洋と大西洋において、燃料と必要とする所に姿を見せて燃料を補給し続けた。
日本の真珠湾攻撃による太平洋戦争開戦時、ペコスはフィリピンでアジア艦隊の艦艇の支援に当たっていた。1941年12月8日、ペコスはカヴィテ海軍工廠を離れてボルネオ島へ向かい、14日にバリクパパンに着いた。ペコスは、同地で燃料を積んでセレベス島のマカッサルへ向かい、そこでアメリカ海軍艦艇へ燃料補給を行った。ペコスは12月22日にマカッサルを離れてオーストラリアのダーウィンへ向かった。
1942年になると、ペコスはジャワ島のスラバヤへと向かった。そこで連合国軍艦艇への燃料補給を行っていたが、日本軍機による空襲で基地が維持不可能となったため2月3日にスラバヤを離れた。ペコスはチラチャップに移り、搭載した燃料がなくなるまでそこにいた。2月27日、ペコスは燃料搭載のためインドへ向かうことになった。2月22日にペコスはチラチャップからセイロン島へ向けて出航した。同日午後、ペコスは2月27日に高雄航空隊の攻撃により撃沈された水上機母艦ラングレー (USS Langley, AV-3) の乗員を駆逐艦ホイップル (USS Whipple, DD-217) およびエドサル (USS Edsall, DD-219) から移乗させるため、クリスマス島へ向かうよう命じられた。2月28日、ペコスはクリスマス島到着。3月1日、洋上でホイップルおよびエドサルと会合し、ラングレーの生存者の移乗が行われた。その後ペコスはオーストラリアのフリーマントルへ向かった。
その頃、南雲忠一中将率いる機動部隊は、蘭印作戦での連合軍に対する最後の締め上げを行うため、2月25日にセレベス島スターリング湾を出撃。3月1日、偵察帰りの九七式艦攻が、クリスマス島南方でフリーマントルに向かう途中のペコスを発見。12時55分、空母加賀が九九式艦爆9機からなる攻撃隊（指揮官：渡部俊夫大尉）を発進させ、次いで蒼龍も13時9分に九九式艦爆9機からなる攻撃隊（指揮官：池田正偉大尉）を発進させてペコスに向かわせた。加賀攻撃隊は13時21分にペコスを発見して攻撃態勢に入り、ペコスに直撃弾1発と至近弾8発を与えたとするが、ペコスは対空火器で応戦して4機が被弾した。加賀攻撃隊は14時39分に加賀に帰投してきた。蒼龍攻撃隊は、加賀攻撃隊がペコスを攻撃中の13時30分に現場に到着。加賀攻撃隊が引き上げていった後に攻撃を開始し、命中弾3発と至近弾1発を与えたとするが、依然対空砲火はすさまじく5機が被弾した。しかし、ペコスは度重なる被弾で左に15度傾き、やがて艦首を先にして南緯14度27分 東経106度11分 / 南緯14.450度 東経106.183度の地点にて15時48分に沈没した。蒼龍攻撃隊は15時1分に蒼龍に帰投し、ペコス沈没の瞬間は見ていない。
一方的な戦いではあったが、戦死したローレンス・J・マックピーク中尉（アナポリス1924年組）の働きが評価され、マックピーク中尉は戦死後の昇進で大尉に昇進し、シルバー・スターおよび海軍十字章が授けられた。生還した乗員の証言では、マックピーク中尉は総員退艦が艦長から令された後、海中に飛び込んだペコス乗員に対する九九式艦爆を50口径機銃で掃射し、少なくとも1機は撃墜したとみられた。マックピーク中尉はペコスが沈むまで機銃座に踏ん張っているのを見たと、生還したペコスの乗員は話した。マックピーク中尉は行方不明となって遺体も見つからず、戦争終了後に戦死と認定された。マックピーク中尉の名前はニューハンプシャー州にある橋の名前につけられ、アナポリスの校舎にある額に名前が記された。ところで、生還したペコスの乗員は、マックピーク中尉の行為はペコスを救うための英雄的行為であっても、対空砲火を撃って九九式艦爆と対決した乗員は複数いて決して単独行為ではなかったという見解から、海軍十字章はペコスと運命をともにした艦長に与えられるべきだと考えていた。ペコスの生存者232名は、舞い戻ってきたホイップルによって多くは救助されたが、2隻の日本の潜水艦が近くにいると判断されたため、救助作業は中途で打ち切られた。